# Ivrey
Ivrey é uma comuna francesa na região administrativa de Borgonha-Franco-Condado, no departamento de Jura. Estende-se por uma área de 6,67 km². Em 2010 a comuna tinha 60 habitantes (densidade: 9 hab./km²).